# CHDK
CHDK (Canon Hack Development Kit) – darmowe oprogramowanie na licencji GPL rozszerzające możliwości cyfrowych aparatów fotograficznych firmy Canon. Często jest nieściśle nazywane „alternatywnym firmware”. Dodatek jest napisany w języku C ze wstawkami asemblera ARM.

## Funkcje
Początkowo CHDK był dodatkiem umożliwiającym zapis obrazu w formacie RAW, lecz gdy projekt zyskał popularność, pojawiły się nowe funkcje.
- Obsługa skryptów napisanych w językach Ubasic i Lua, umożliwiających tworzenie animacji poklatkowych lub robienie zdjęć, gdy zostanie wykryty ruch (motion detection), dodawanie własnych tagów EXIF, edytowanie plików tekstowych bezpośrednio w aparacie, czy wyświetlanie dodatkowych informacji na ekranie.
- Tryb własnych ustawień (manual mode) w aparatach, w których jest niedostępny. Dodatkowo CHDK umożliwia ustawienie czasu naświetlania znacznie dłuższego, niż w oryginalnym oprogramowaniu (do 65 sekund, w niektórych aparatach nawet do kilkudziesięciu minut) lub znacznie krótszego (nawet do 1/20 000 s).
- Podgląd histogramu na żywo oraz dla podglądu.
- Bracketing czasu naświetlania, przysłony i czułości filmu.
- Dodatkowe opcje OSD: wskaźnik naładowania baterii, ilości wolnego miejsca na karcie pamięci, kalkulator głębi ostrości, tryb zebra - pokazywanie prześwietleń i niedoświetleń.
- Zdalne sterowanie za pomocą kabla USB.
- Menedżer plików, podgląd plików tekstowych, kalendarz oraz gry.

## Obsługa
CHDK ma dwa tryby działania:

### Tryb Canona
Umożliwia dostęp do oryginalnego menu aparatu, umożliwia bezpośrednie robienie zdjęć.

### Tryb ALT
W trybie ALT możliwa jest konfiguracja CHDK - poprzez dodatkowe menu oraz skróty klawiszowe. W tym trybie robienie zdjęć jest możliwe tylko za pomocą skryptów. Aktywacja trybu jest zasygnalizowana napisem <ALT> na dole ekranu.
Przełączanie między trybami jest możliwe za pomocą klawisza skrótu (zazwyczaj klawisza drukowania bezpośredniego, a w przypadku jego braku innego, np. detekcji twarzy).

## Historia
Wraz z pojawieniem się aparatów z procesorem DIGIC II, nowe modele kompaktów przestały wspierać format RAW. Grupa programistów utworzyła program początkowo nazwany Raw enabler. Umożliwiał zapisywanie plików w tym formacie uruchamiany bez modyfikacji oryginalnego firmware. Początkowo wspierał trzy modele aparatów, lecz gdy wzrosło zainteresowanie projektem, dodawano obsługę nowych urządzeń oraz nową funkcjonalność. 
Projekt jest obecnie rozwijany przez 9 osób, oraz programistów którzy przenoszą CHDK na nowsze modele aparatów.

## Działanie
Aparaty firmy Canon mają możliwość aktualizacji firmware poprzez umieszczenie na karcie pamięci plików z nowym firmware oraz programem ładującym. Następnie należy uruchomić proces poprzez wybranie odpowiedniej opcji w menu. Do pamięci RAM zostaje przeniesiony program uaktualniający z karty pamięci, który jest następnie uruchamiany.
CHDK ładowany jest w ten sam sposób - zamiast programu wgrywającego firmware, w pamięci RAM umieszczany jest kod dodający nowe zadanie (SpyTask) umożliwiające przejęcie kontroli nad urządzeniem. Następuje reboot, po którym uruchamiane jest oryginalne firmware - razem z dodatkiem CHDK.
Dodatek nie zmienia oryginalnego oprogramowania aparatu, a więc nie powoduje utraty gwarancji.

## Obsługiwane modele
Oprogramowanie jest tworzone głównie z myślą o serii kompaktów PowerShot, jednak trwają prace nad rozszerzeniem funkcjonalności cyfrowych lustrzanek.
- Canon PowerShot
  - Axxx
  - Sx
  - SD-xxx / IXUS-xxx
  - SX-xxx
  - Gx